# Galaxia espiral M94
Messier 94 (también conocida como NGC 4736) es una galaxia espiral en la constelación Canes Venatici. Fue descubierta por Pierre Méchain en 1781,
y catalogada por Charles Messier 2 días después.
La estructura de M94 se caracteriza por los tres anillos que presenta, uno interior con un diámetro de 70 segundos de arco, otro intermedio de 600 segundos de arco de diámetro, y finalmente otro muy débil y externo con un diámetro de 15 minutos de arco., que ha resultado ser en realidad según una investigación muy reciente unos brazos espirales con una formación estelar muy elevada, más incluso que en el disco interior
Es en el primero dónde se concentra una gran actividad de formación estelar, hasta el punto de hacer que esta galaxia sea considerada a veces una galaxia con brote estelar, siendo causado por la presencia de una estructura central ovalada similar a la de una barra que transporta gas al primer anillo. Además, hay evidencia de un brote estelar pasado en su centro hace mil millones de años, considerándola también otros autores cómo una galaxia con un brote estelar ya evolucionado (el mencionado); las regiones más internas de esta galaxia, de hecho, son consideradas las más brillantes entre las galaxias normales.

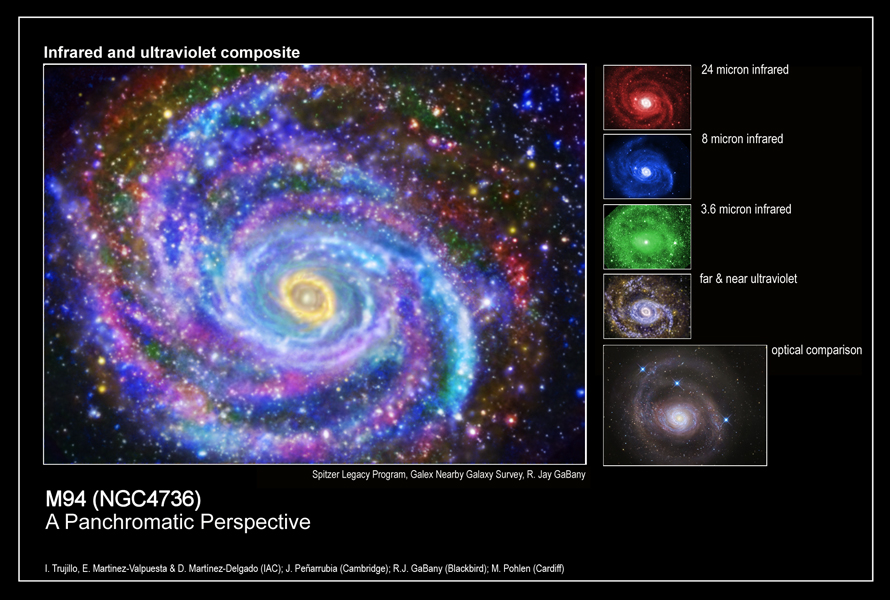
imagen en Ultravioleta e Infrarrojo de M94.

M94 también se caracteriza por poseer un pseudobulbo., y forma parte de un pequeño grupo de galaxias que incluye entre otras a las galaxias irregulares NGC 4214 y NGC 4449 y a la galaxia espiral NGC 4244, siendo el miembro más grande.